# 徳永尊信
徳永尊信(とくなが　たかのぶ、1975年7月29日 - )は、東京都出身のサッカー指導者。

## 指導歴
出典：
- 1997年 - 1999年　KSクラブ（現クリアージュFC）ジュニアユース監督
- 1999年 - 2004年 矢板中央高校　サッカー部コーチ
- 2005年1月～2009年6月 CEエウロパ
  - 2005年1月 - 2005年6月 U-17コーチ
  - 2005年8月～2009年6月 U-18コーチ
- 2010年1月 - 2011年4月 バルセロナSC U-18監督
- 2012年 - 2021年 FC町田ゼルビア
  - 2012年 ジュニアユースコーチ U-14担当
  - 2013年 - 2018年 ジュニアユース監督
  - 2018年 - 2019年 アカデミーダイレクター兼ジュニアユース監督
  - 2019年 - 2021年 アカデミーダイレクター
  - 2021 アカデミーサブダイレクター
- 2022年 - 2023年[2] 愛媛FCレディース監督

## 関連リンク
- 愛媛FCレディース